# Neste d’Oô
Die Neste d’Oô (im Mündungsabschnitt: One) ist ein Fluss in Frankreich, der im Département Haute-Garonne in der Region Okzitanien verläuft.

## Verlauf
Der Fluss entspringt in den Pyrenäen, nördlich des Gipfels Pic du Portillon d’Oô (3050 m), nahe der Grenze zu Spanien. Die Quelle befindet sich unterhalb des Lac du Portillon, im Gemeindegebiet von Oô. Der Fluss entwässert zunächst nach Norden, durchquert die Bergseen Lac Saussat, Lac d’Espingo, Lac d’Oô und erreicht seinen namensgebenden Ort Oô. Dann schwenkt er Richtung Ost und nimmt seinen linken Nebenfluss Neste d’Oueil auf. Hier ändert er seinen Namen auf One, erreicht den Ort Bagnères-de-Luchon und mündet dort nach insgesamt 21 Kilometern als linker Nebenfluss in die Pique.

## Orte am Fluss
- Oô
- Saint-Aventin
- Bagnères-de-Luchon

## Sehenswürdigkeiten
- Wasserfall Cascade d’Oô oberhalb des Lac d’Oô

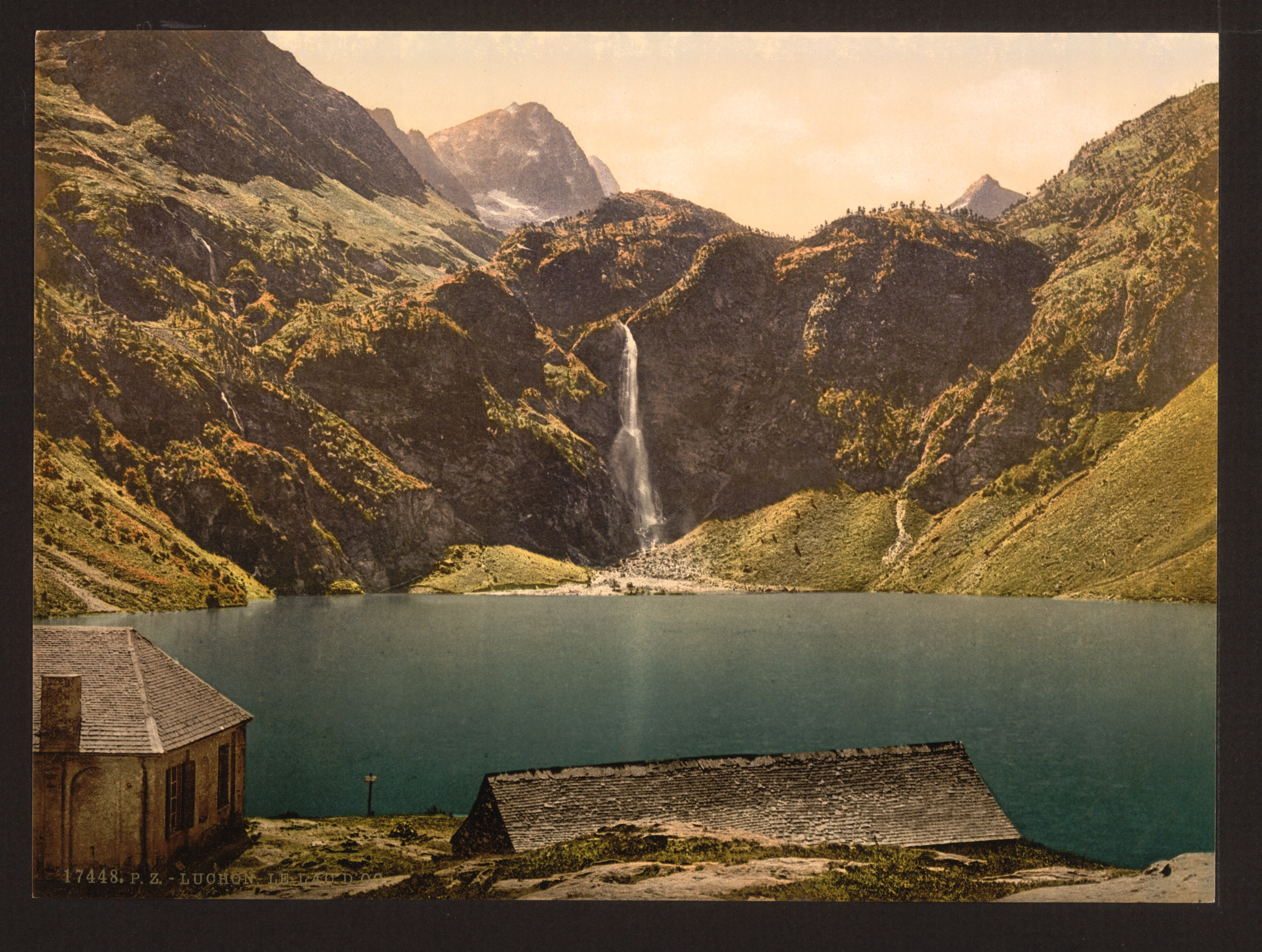
Der Wasserfall